# Lautembergia
Lautembergia é um género botânico pertencente à família Euphorbiaceae.

## Espécies
- Lautembergia ankafinensis
- Lautembergia cafcaf
- Lautembergia coriacea
- Lautembergia multispicata
- Lautembergia neraudiana